# رکایا سجنه
رکایا سجنه (به عربی: رکایا سجنة) یک روستا در سوریه است که در ناحیه حیش واقع شده‌است. رکایا سجنه ۲٬۴۷۲ نفر جمعیت دارد.